# Аділь Ґерай (нуреддин)
Аділь Ґерай (Гірей) (крим. Adil Geray , عادل كراى  пом. у 1659 році) — кримський нуреддин (1651-1659), син кримського хана Селямета Ґерая (1608-1610), брат Іслама III Ґерая і Мехмеда IV Ґерая.
В 1651 після смерті калги Кирима Ґерая кримський хан Іслам III Ґерай призначив новим калгою свого племінника і колишнього нуреддіна Газі Герая (1651-1666), а посаду нуреддіна передав своєму молодшому братові Аділю Ґераю (1651-1651).
У травні 1652 року кримський хан Іслам III Ґерай відправив на допомогу своєму союзнику, українському гетьману Богдану Хмельницькому 15-тисячне татарсько-ногайське військо під проводом нуреддіна Аділя Ґерая та перекопського бея Карач-мурзи. Богдан Хмельницький, зібравши під своїм командуванням до 12-16 тис. козаків, виступив із Чигирина у степу, де з'єднався з кримським військом. На чолі об'єднаного козацько-татарського війська Богдан Хмельницький рушив на Брацлавщину, де під Ладижином перебував польовий гетьман коронний Мартин Калиновський із королівською армією. 1-2 червня 1652 року у битві під Батогом козацькі полки та кримськотатарські загони оточили, розгромили та практично повністю знищили 20-тисячне королівське військо. Урядові війська втратили вбитими понад вісім тисяч людей, загинув і польовий гетьман коронний Мартин Калиновський.
Восени 1653 року нуреддін Аділь Герай брав участь у великому військовому поході хана Ісляма Герая проти Речі Посполитої. Об'єднані козацько-татарські війська під проводом українського гетьмана Богдана Хмельницького та Іслама III взяли в облогу королівську армію під командуванням короля Яна Казимира під Жванцем.
Влітку 1654 після смерті кримського хана Іслама III Ґерая (1644-1654) турецький уряд призначив новим кримським ханом його молодшого брата Мехмеда IV Ґерая (1654-1666). Мехмед IV, який прибув у Крим і зайняв Бахчисарай, залишив на своїх місцях калгу Газі Ґерая та нуреддіна Аділя Ґерая.
У січні 1655 року за розпорядженням хана Мехмеда IV Ґерая калга Газі Ґерай і нуреддін Аділь Ґерай на чолі великого кримськотатарського війська (за польськими відомостями — від 120 до 150 тис. чол.) виступили на Україну, на допомогу польській армії для боротьби проти московсько-козацький військ. На околицях Умані кримське військо з'єдналося з коронним під командуванням польного гетьмана коронного Станіслава Лянцкоронського. На переговорах із польським командуванням калга Газі Ґерай домігся дозвіл на руйнування кримцями довколишніх селищ та захоплення бранців. На початку березня новий польський командувач Криштоф Тишкевич доповідав, що кримцями було розорено та спалено двісті сімдесят містечок на Брацлавщині. За чотири місяці перебування в Україні союзного кримськотатарського війська, вважав Криштоф Тишкевич, понад двісті тисяч людей було взято в полон виведено до Криму. Кримські татари чинили напади і на союзні польські загони, грабуючи та захоплюючи бранців, коней та худобу. У середині березня 1655 року кримські татари та ногайці, захопивши величезну кількість бранців в українських землях, які ще перебували під контролем польсько-шляхетської армії, стали повільно відходити у свої степи. Першими вирушили передові загони під командуванням Каммамбет-мурзи та царевича Менглі Ґерая, а потім до Аккермана відступив калга-султан Газі Ґерай з основними силами, а 18 березня знялися останні кримськотатарські загони під проводом нуреддіна-султана Аділя Ґерая.
Восени того ж 1655 року нуреддін Аділь Ґерай брав участь у новому великому поході кримського хана Мехмеда IV Ґерая на Україну. У жовтні Аділь Ґерай з авангардом з'явився під Вільшанською та іншими сетами Білоцерківського полку. Через два тижні Аділь Ґерай покинув Острополь і рушив на Гончариху та Кам'янець-Подільський, грабуючи та спалюючи все на своєму шляху. Наприкінці жовтня 1655 року Аділь Ґерай з'єднався з головними силами кримського війська під проводом Мехмеда Ґерая під Збаражем. 100-тисячне кримськотатарське військо, з'єднавшись із королівськими загоном під керівництвом воєводи брацлавського Петра Потоцького, розташувалося табором під Збаражем. Українсько-московське військо під командуванням Богдана Хмельницького та московського воєводи боярина Василя Бутурліна, припинивши облогу Львова, рушило на Волинь назустріч величезної армії кримців. 9-12 листопада 1655 року в битві під Озерною козацько-московські полки розгромили переважаючі сили кримськотатарського війська.
У 1659 році нуреддін Аділь Ґерай помер. Кримський хан Мехмед Ґерай призначив новим нуреддіном свого племінника Мурада Ґерая (1659-1663), сина Мубарека Ґерая. Єдиний син Аділя Ґерая — Кара Девлет Ґерай (1647-1717), нуреддин (1691-1692) і кримський хан (1716-1717).